# Jack Butland
Jack Butland (Bristol, 10 de março de 1993) é um futebolista inglês que atua como goleiro. Atualmente, defende o Rangers.
Em 2012, foi o único inglês convocado tanto para a Eurocopa quanto para os Jogos Olímpicos do ano. Para a Euro, em que não chegou a atuar, foi chamado para substituir John Ruddy, aquele que originalmente seria o terceiro goleiro.
Em 6 de janeiro de 2023, assinou por empréstimo com o Manchester United até o final da temporada, sendo reserva imediato de David de Gea.